# Đại Nam nhất thống toàn đồ

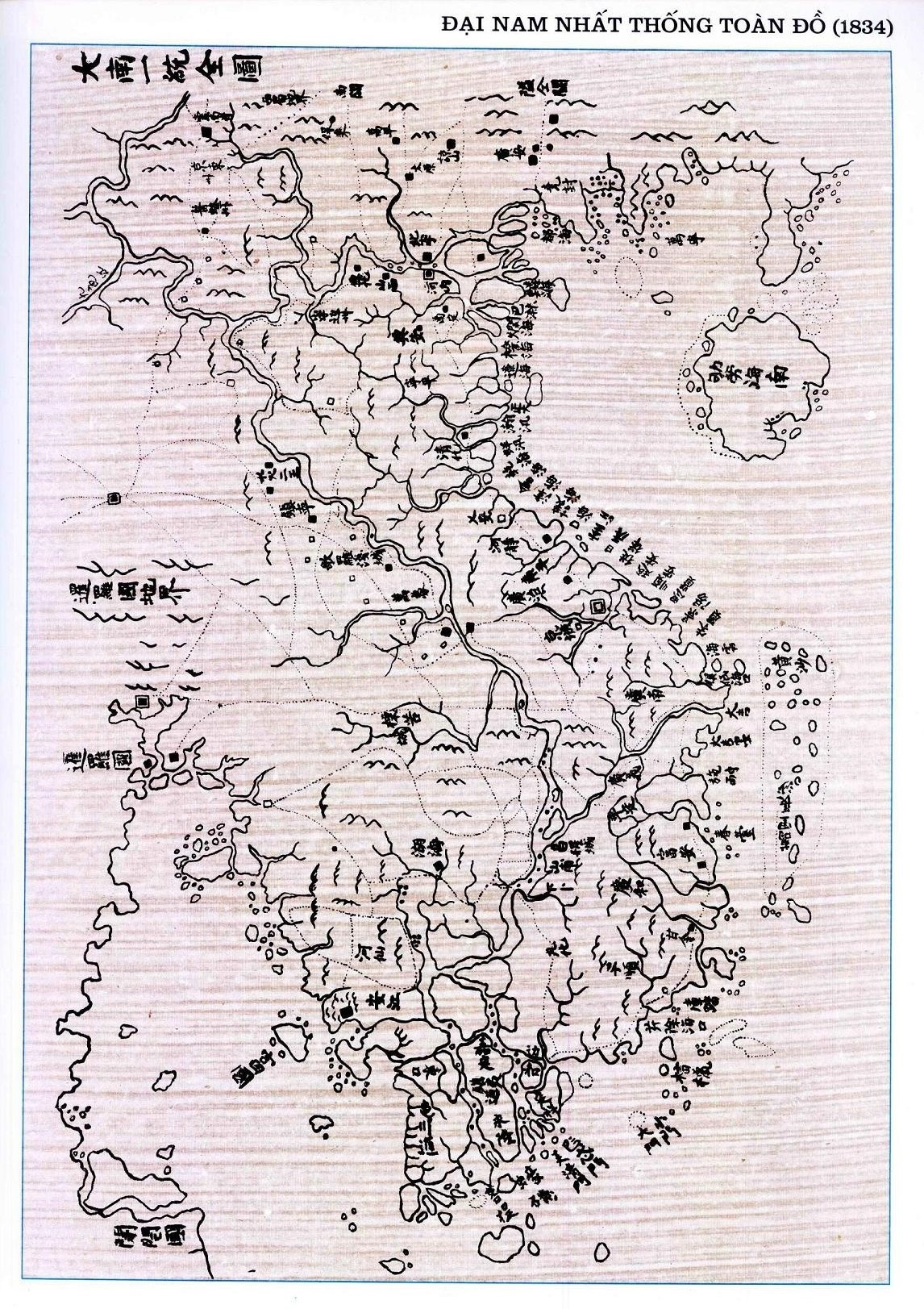
Đại Nam Nhất thống toàn đồ năm 1834.

Đại Nam nhất thống toàn đồ (tên gốc: 大南一統全圖) là bản đồ địa lý Đại Nam do Quốc Sử Quán triều Nguyễn ấn hành năm 1838. Các địa danh của bản đồ này được ghi bằng chữ Hán.

## Lịch sử
Trong cuốn sách trắng về Hoàng Sa và Trường Sa của chính quyền Việt Nam Cộng Hòa, công bố năm 1975, đề cập tấm bản đồ này và nói là bản đồ của Phan Huy Chú xuất bản vào khoảng năm 1838.
Bộ Ngoại giao nước Cộng hòa Xã hội chủ nghĩa Việt Nam cũng lấy bản đồ này làm căn cứ lịch sử và pháp lý chứng minh cho chủ quyền của Việt Nam đối với hai quần đảo Trường Sa và Hoàng Sa, với lời chú thích: "... Trên bản đồ có ghi hai tên "Hoàng Sa" và "Vạn Lý Trường Sa" thuộc lãnh thổ Việt Nam." (Hoàng Sa (黄沙) và Vạn lý Trường Sa (萬里長沙)). Một số nguồn nói bản đồ này công bố năm 1840.
Một tấm bản đồ tương tự cũng mang tên Đại Nam nhất thống toàn đồ của P.A. Lapicque được công bố năm 1929, Một số tác giả viện dẫn rằng quốc hiệu Đại Nam được vua Minh Mạng sử dụng từ năm 1838, nên trong các tài liệu xuất bản thời ấy đều dùng Đại Nam như Đại Nam nhất thống chí, Đại Nam thực lục chính biên, Đại Nam Quốc Sử Diễn Ca,... cũng như Đại Nam nhất thống toàn đồ.